# Gnathia brachyuropus
Gnathia brachyuropus är en kräftdjursart som beskrevs av Théodore Monod 1926. Gnathia brachyuropus ingår i släktet Gnathia och familjen Gnathiidae.
Artens utbredningsområde är havet kring Nya Zeeland. Inga underarter finns listade i Catalogue of Life.